# Dorotheenstadt

Avbildning av Berlin 1688, med den nya stadsdelen Dorotheenstadt till vänster.

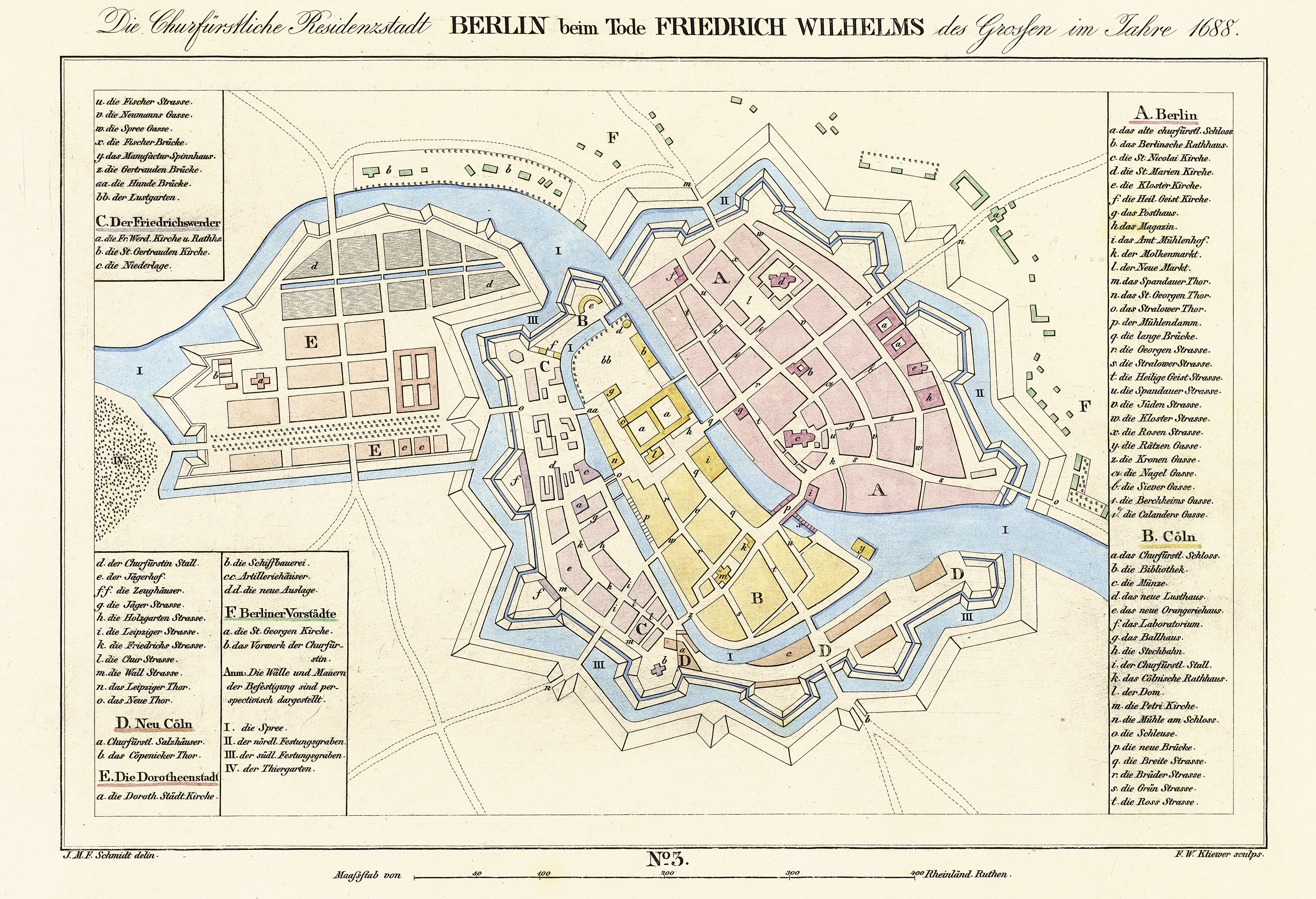
Karta över Berlin 1688, med Dorotheenstadt markerat med E till vänster i bild utanför de äldre fästningsvallarna.

Dorotheenstadt är en tidigare förstad till Berlin, idag en del av stadsdelen Mitte. Dorotheenstadt omfattar de västra delarna av Berlins historiska centrum, Ortsteil Berlin-Mitte, och begränsas i väster av Tiergarten, i norr av Spree, i öster av Kupfergraben och i söder av Behrenstrasse.
I stadsdelen ligger många kända sevärdheter, federala ministerier, ambassader och mediehus. Till de mest kända platserna hör shoppingstråket Friedrichstrasse med järnvägsstationen Bahnhof Berlin-Friedrichstrasse, stadsporten Brandenburger Tor, torget Pariser Platz och paradgatan Unter den Linden. Här finns också Berlins äldsta operahus, Staatsoper Unter den Linden, och Humboldtuniversitetets huvudcampus.

## Historia
Stadsdelen anlades under slutet av 1600-talet och döptes efter kurfurstinnan Sofia Dorotea av Holstein, som fått marken som stadsdelen anlades på i förläning. Stadsdelen blev därmed den första i Berlin att anläggas med ett rätvinkligt rutnät enligt 1600-talets stadsplaneringsideal.
År 1710 blev Dorotheenstadt, som dessförinnan varit en självständig stad, en del av Berlin och en administrativ stadsdel i den nyblivna kungliga huvudstaden. I och med 1920 års bildande av Stor-Berlin uppgick Dorotheenstadt i stadsdelen Mitte, och saknar idag administrativ funktion.

## Kända gator och platser
- Bebelplatz, känd som plats för bokbål under Nazityskland.
- Friedrichstrasse
- Pariser Platz innanför Brandenburger Tor.
- Unter den Linden, stadsdelens huvudgata.
- Wilhelmstrasse

## Kyrkor
Kyrkogården  Dorotheenstädtischer Friedhof är döpt efter stadsdelens församling men ligger norr om den egentliga stadsdelen Dorotheenstadt. Den historiska församlingskyrkan låg på Neustädtischer Kirchplatz i Dorotheenstadt men brann ner vid ett bombangrepp 1943 under andra världskriget. Ruinerna revs 1965.